# Charte de la statistique publique de la Suisse
La Charte de la statistique publique de la Suisse, adoptée en mai 2002 par les statisticiens suisses, constitue un code de déontologie pour les institutions de la statistique en Suisse comme pour ses collaborateurs. En se dotant d'un code de déontologie, les statisticiens affirment que leur activité constitue un service public indispensable qui répond aux exigences de notre société démocratique et à celles d'un État moderne. Ils mettent au centre de leurs préoccupations la pertinence, la qualité et l'indépendance des informations qu'ils produisent et diffusent.
La Charte a été revue et corrigée en 2007 et en 2012. La Charte actuelle s’aligne sur le Code de bonnes pratiques de la statistique européenne. Elle comporte d’abord un préambule, lequel est suivi de 21 principes fondamentaux. À ceux-ci sont associés des indicateurs qui explicitent et précisent chacun des principes. En annexe figurent le champ d’application de la Charte, les questions d’organisation relatives à la Charte, le mandat du Conseil d’éthique de la statistique publique, ainsi qu’une comparaison entre la Charte et le Code de bonnes pratiques de la statistique européenne.

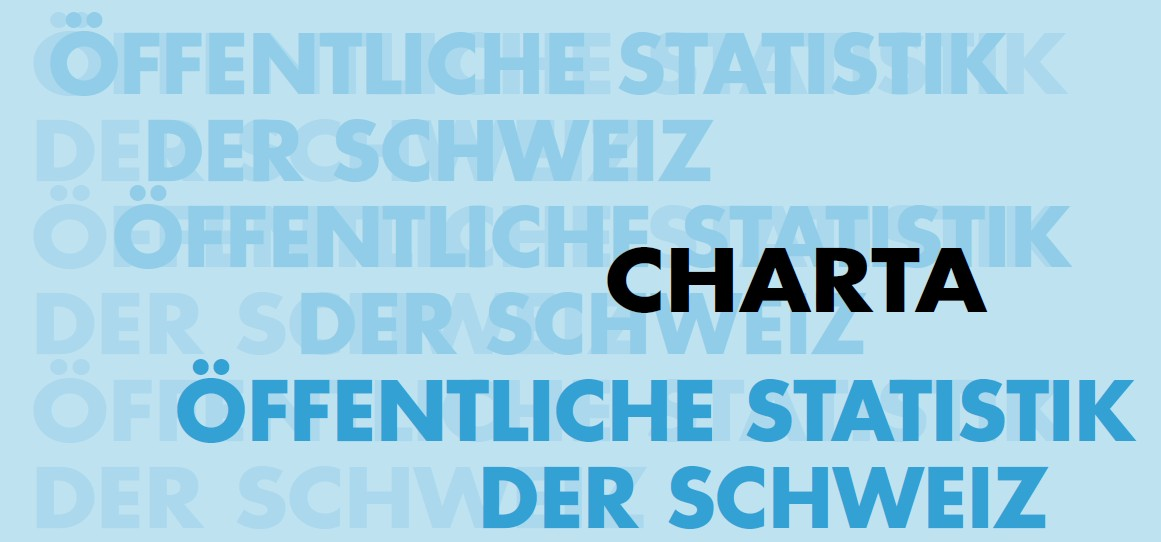
Charte de la statistique publique de la Suisse